# Joan Corver

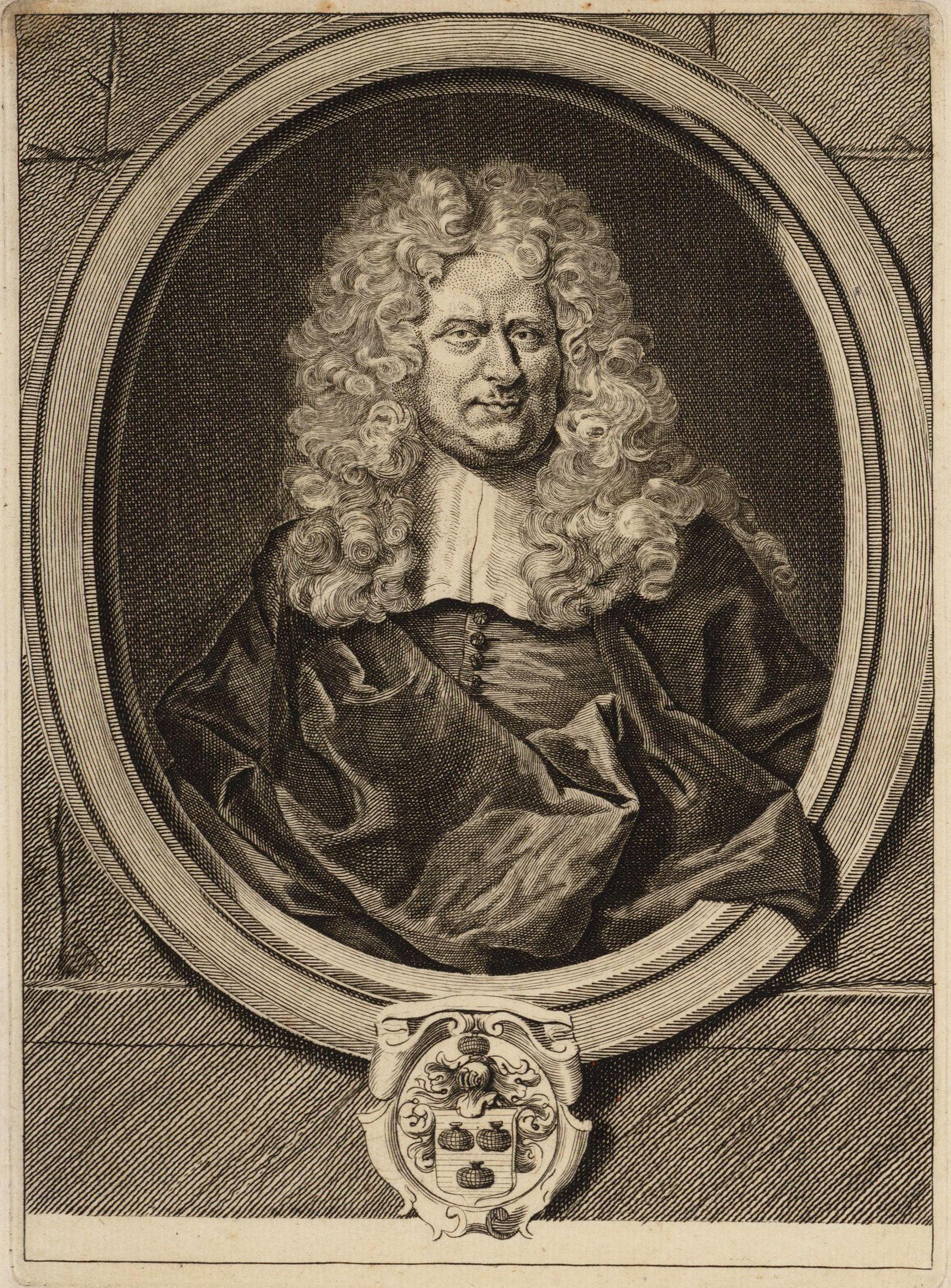
Joan Corver

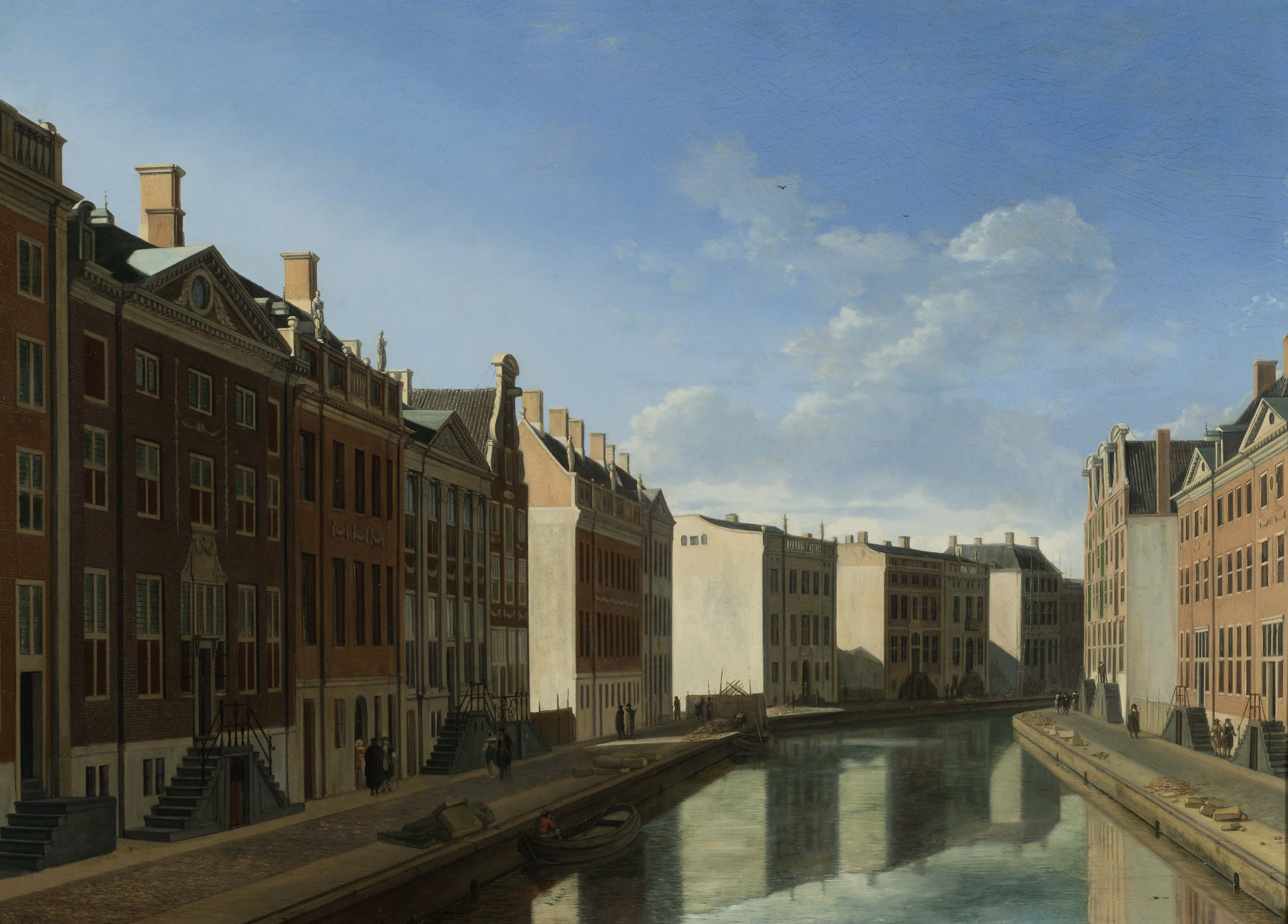
Corvers Stadthaus in der Gouden Bocht (No 456), dem vornehmsten Teil der Amsterdamer Herengracht, gemalt von Gerrit Berckheyde

Joan Corver (* 15. Februar 1628 in Amsterdam; † 17. Mai 1716 ebenda) war ein bedeutender Amsterdamer Regent und Diplomat zu Anfang der Zweiten statthalterlosen Periode.

## Biografie
Siehe auch: Regent von Amsterdam
Joan Corver wurde als Sohn von Dirck Corver und Maria Schoterbos geboren. Er entstammte dem im 18. Jahrhundert führend in der Regierung Amsterdams wirkenden Patriziergeschlecht Corver. Im Jahre 1652 wurde er zum Amsterdamer Stadtsekretär ernannt. Drei Jahre später reiste er mit Bürgermeister Johan Huydecoper van Maarsseveen, dessen Sohn Joan und Pieter de Graeff auf einer diplomatischen Mission nach Berlin. Die Stadt trat als offizieller Taufpate des Sohnes des Großen Kurfürsten Markgraf Friedrich Wilhelm auf und erneuerte den Bund gegen Schweden.
Im Jahre 1660 gelangte Corver als Schepen in die Stadtregierung. Im selben Jahr ehelichte er Margaretha van Bambeeck; aus der Ehe stammte Nicolaes Corver (1661–1692), der Vater von Gerrit Corver. Nach dem Tod der ersten Frau verehelichte er sich im Jahre 1669 erneut, diesmal mit Agatha Munter (1632–1687), der Schwester des Stadtpolitikers Cornelis Munter. Durch diese Heirat kam er in Besitz des Landgutes Beeckestein, welches er im Jahre 1711 an Jan Trip van Berckenrode veräußerte. Innerhalb Amsterdams bewohnte Corver ein Stadthaus in der Gouden Bocht. Im Jahre 1674 gehörte Corver zu den reichsten Großhändlern der Stadt. Im Jahre 1681 wurde Corver, seit 1666 der Vroedschap zugehörend, zum ersten Mal in das amt des Bürgermeisters versetzt. Weitere Ämter folgten in den Jahren 1685, 1686, 1689, 1692, 1694, 1695, 1697, 1698, 1700, 1701, 1703, 1704, 1706, 1707, 1709, 1712, 1713 und 1715. In der Vroedschap hat er bis zu seinem Tod im Jahre 1716 gesessen.
Nach dem Abtreten von Nicolaas Witsen aus dem Amt des Bürgermeisters (1705) und dem Tod von Johann van Waveren Hudde (1704) wurde der Bürgermeister Jeronimo de Haze de Georgio zu Corvers Gegenspieler innerhalb der Stadtregierung. Corver verfolgte eine freundschaftliche, aber doch unabhängige Politik, mit England und war verantwortlich für die Friedensunterhandlungen mit Frankreich. 